# Косточкин, Владимир Васильевич
Владимир Васильевич Косточкин (22 июля 1914, Старая Купавна — 16 мая 1997, Жуковский, Московская область) — советский учёный в области теории воздушно-реактивных двигателей, основатель научного направления надёжности в авиационной промышленности СССР, один из заместителей начальника Лётно-исследовательского института (1962—1984), доктор технических наук (1962), профессор (1967), заслуженный деятель науки и техники РСФСР (1984).

## Биография

### Ранние годы
Родился 22 июля 1914 года в селе Купавна, Российская империя. С 1931 года работал слесарем на строительстве Монинского аэродрома, интересовался авиацией. Решил поступать в Московского механико-машиностроительного института, где были сильны авиационные традиции, и успешно прошел по конкурсу на факультет «Тепловые и гидравлические машины», который окончил с отличием в 1937 году. Был направлен по распределению на патронный завод в Тулу, что противоречило его юношеской мечте. После обращения в Управление кадрами Наркомата авиапромышленности смог трудоустроиться в ЦАГИ.

### Научная и инженерная деятельность

#### Работа в Центральном аэрогидродинамическом институте
В ЦАГИ, в ноябре 1937 года, после беседы с В. И. Поликовским — начальником отдела двигателей — был направлен инженером-механиком в винтомоторный отдел. Здесь вместе со своими сокурсниками М. И. Герасимовым и Н. И. Тихоновым работал по направлениям систем подачи топлива, охлаждения и смазки авиадвигателей. К началу 1940-х годов в Трудах ЦАГИ были опубликованы две его первые статьи.

#### Работа в Лётно-исследовательском институте
В ЛИИ перешёл работать со дня образования нового института в марте 1941 года. В годы войны на Московской и Новосибирской базах института участвовал в научных и летно-испытательных работах по устранению дефектов и повышению характеристик силовых установок серийных самолётов для фронта. Решал проблемы безотказности и запуска двигателей, пожарной безопасности. В 1944 г. защитил кандидатскую диссертацию.
В 1946 году возглавил отдел в лаборатории № 3 (впоследствии лаборатория № 32 в научно-исследовательском отделении № 3) ЛИИ. Участвовал в летных испытаниях силовых установок самолётов в качестве инженера-экспериментатора и научного руководителя работ.
Во второй половине 1940-х годов вместе с А. В. Чесаловым и М. А. Тайцем участвовал в создании первых летающих лабораторий (ЛЛ) ЛИИ, проводил лётные исследования и испытания реактивных двигателей на ЛЛ. В частности, провёл на ЛЛ Ту-2 лётные исследования характеристик камер сгорания турбореактивных двигателей при низких давлениях воздуха.
С 1950-х годов проводил исследования в области надёжности запуска и стабильности работы газотурбинных двигателей. В 1962 году защитил докторскую диссертацию. Одновременно ему было поручено развитие нового для отечественной авиации научного направления надёжности. Он руководил созданием и возглавил новую лабораторию № 4 (впоследствии научно-исследовательское отделение № 4) ЛИИ — отраслевой научно-методический центр по проблемам надёжности в авиационной промышленности СССР. Был назначен также заместителем начальника института по вопросам надёжности. Работал в этих должностях с 1962 по 1984 годы, потом работал в институте в должностях начальника сектора (1984—1988) и главного научного сотрудника (1988—1991).
Руководил разработкой в 1962—1969 годах «Руководства по определению надёжности изделий авиационной техники при их разработке, испытаниях и эксплуатации», выпускавшегося ЛИИ и содержащего несколько выпусков по методам нормирования, анализа и контроля надёжности самолётов и вертолётов. Для внедрения этого руководства были разработаны и организационно-распорядительные документы (положения, инструкции, приказы), что позволило реорганизовать систему работы предприятий отрасли в области надёжности и повысить её эффективность.
Участвовал в создании советской системы сертификации гражданских самолётов и вертолётов. Эта работа велась в конце 1960-х годов для подготовки к вступлению СССР в ИКАО. Непосредственное руководство работами осуществлял М. А. Тайц. В числе руководителей и участников работ были также Н. С. Строев, В. В. Уткин, А. Д. Миронов, В. И. Бочаров и др. Совместно с организациями МАП и МГА были разработаны и внедрены первые отечественные Нормы лётной годности гражданских самолётов СССР (НЛГС-1, 1967). Их разработка велась при головной роли ЛИИ. В этой редакции норм специалистами лаборатории № 4 под руководством Косточкина были подробно отражены требования к надёжности, отказобезопасности и контролепригодности самолётов и их бортовых систем, к их эксплуатационной документации. По этим вопросам НЛГС-1 были, возможно, наиболее подробным сводом требований и правил создания надёжных авиационных конструкций. В последующие годы возглавляемый Косточкиным коллектив учёных и инженеров участвовал в разработке всех редакций норм для самолётов и вертолётов СССР и России (НЛГС-2 и −3, Временные НЛГ сверхзвуковых самолётов, НЛГВ-1 и −2 для вертолётов, Единые НЛГС для СЭВ) и процедур сертификации по этим нормам.

#### Подготовка научных и инженерных кадров
Косточкин участвовал в создании аспирантуры ЛИИ (1947), которую возглавил после её первого начальника В. С. Ведрова и руководил ею до 1957 года. Подготовил 12 кандидатов наук. Преподавал на двигательном факультете МАИ и в Центральном институте повышения квалификации кадров авиационной промышленности (ЦИПКК МАП СССР). Был членом двух диссертационных советов — ЛИИ и МАИ.

### Смерть

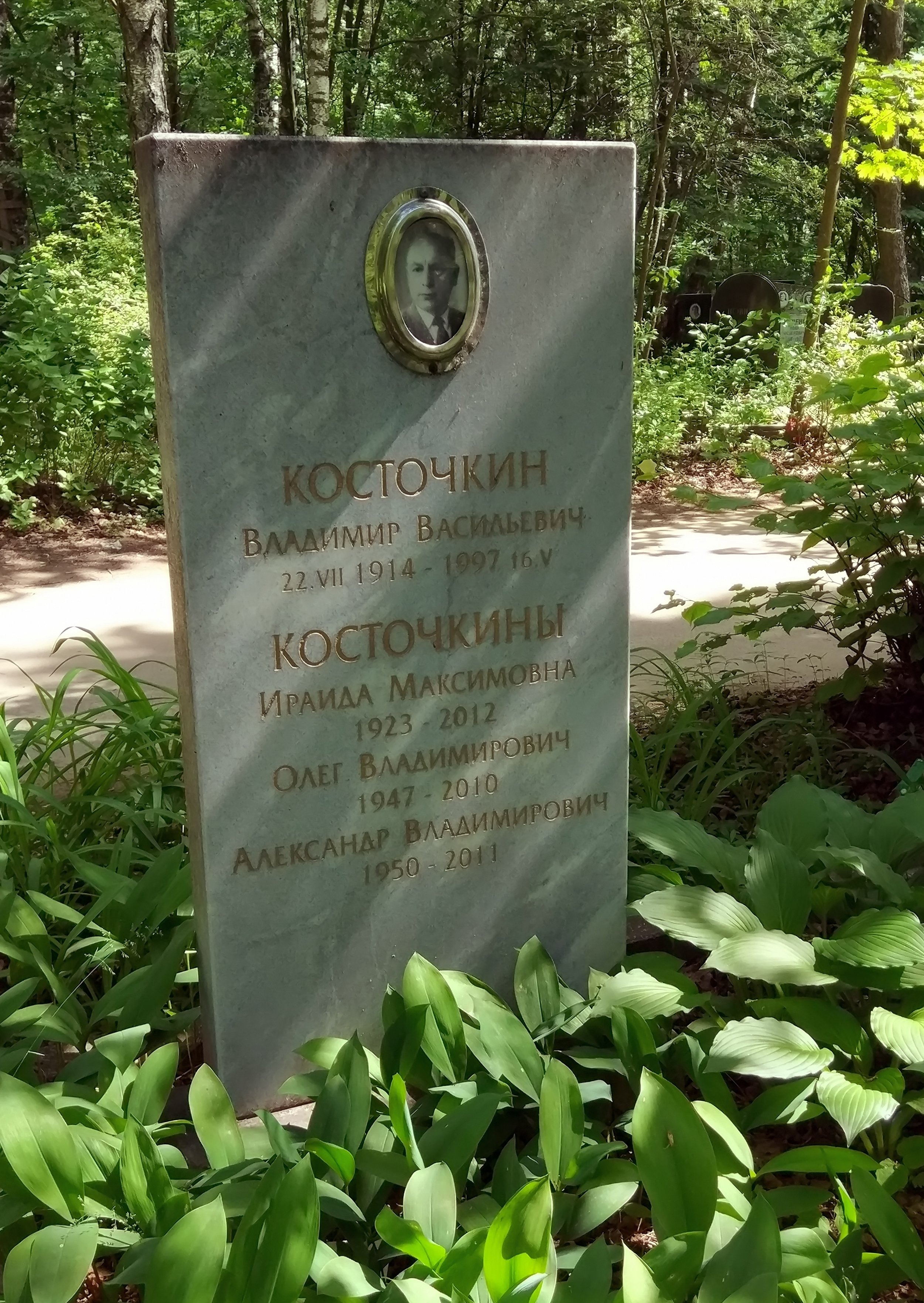
Семейная могила Косточкиных на Островецком кладбище

C 1992 года Косточкин был персональным пенсионером республиканского значения, жил в городе Жуковском. Владимир Васильевич умер в 1997 году, он похоронен на кладбище села Островцы Московской области.

### Семья
Был женат (1946—1997), жена — Косточкина, Ираида Максимовна (1923—2012), врач, работала в специальной поликлинике ЛИИ. Сыновья: Олег (1947—2010) и Александр (1950—2011).

## Награды и звания
- Орден Ленина (11.10.1974)[2][5]
- Орден Трудового Красного Знамени (22.07.1966)[2][5]
- Орден Красной Звезды (29.04.1944[11]), за лётные испытания и доводку серийных самолётов для фронта[2][5]
- Медаль «В ознаменование 100-летия со дня рождения Владимира Ильича Ленина»[9]
- Медаль «За доблестный труд в Великой Отечественной войне 1941—1945 гг.»[9]
- Медаль «Ветеран труда»[9]
- Заслуженный деятель науки и техники РСФСР (26.03.1984)[2][5]